# 2e législature du Grand Conseil du canton de Genève
15 mai 2018 - 27 avril 2023
1re législature 3e législature
La 2e législature du Grand Conseil du canton de Genève est un cycle parlementaire qui commence le 15 mai 2018 et s'achève le 27 avril 2023. Il s'agit de la 59e législature depuis 1847 mais la 2e depuis l'adoption de la nouvelle constitution en 2012.

## Résultats des élections
Les élections qui ont lieu le 15 avril 2018 sont marquées par une participation de 38,77 %, soit 94 494 suffrages exprimés sur 262 541 électeurs inscrits, et donnent la répartition suivante des sièges par partis : 
| Parti                                         | Voix  | Suffrages en % | +/-  | Sièges   | +/- |
| Parti libéral-radical (PLR)                   | 22453 | 25,18 %        | 2,81 | 28 / 100 | 4   |
| Parti socialiste suisse (PSS)                 | 13588 | 15,30 %        | 0,97 | 17 / 100 | 2   |
| Les Verts/Parti écologiste suisse (VERTS/PES) | 11572 | 13,16 %        | 4,00 | 15 / 100 | 5   |
| Parti démocrate-chrétien (PDC)                | 9328  | 10,71 %        | 0,11 | 12 / 100 | 1   |
| Mouvement citoyen genevois (MCG)              | 8326  | 9,43 %         | 9,80 | 11 / 100 | 9   |
| Ensemble à gauche (EAG)                       | 6873  | 7,83 %         | 0,92 | 9 / 100  | 0   |
| Union démocratique du centre (UDC)            | 6546  | 7,32 %         | 3,02 | 8 / 100  | 3   |
| Genève en Marche (GEM)                        | 3643  | 4,10 %         | 4,10 | 0 / 100  | 0   |
| Laliste-Femmes 2018                           | 3012  | 3,26 %         | 3,26 | 0 / 100  | 0   |
| Vert'libéraux                                 | 1436  | 1,60 %         | 1,46 | 0 / 100  | 0   |

## Ouverture
La législature est ouverte par une session inaugurale le 15 mai 2018 au cours de laquelle Jean Romain (PLR) est élu président.